# Johann Leonhard Reuß
Johann Leonhard Reuß (* 15. März 1798 in Frankfurt am Main; † 1. April 1883 ebenda) war ein Politiker der Freien Stadt Frankfurt.
Johann Leonhard Reuß studierte nach dem Besuch des Gymnasiums in Frankfurt Rechtswissenschaften in Tübingen und Heidelberg. Während seines Studiums war er Renonce des Corps Teutonia zu Tübingen, bevor er 1816 einer der Stifter der Alten Tübinger Burschenschaft Arminia/Germania Tübingen wurde. Er wurde zum Dr. iur. promoviert.
Nach seinem Studium wurde er 1818 Advokat und 1831 Ratsschreiber in Frankfurt am Main. Von 1837 bis 1849 war er als Senator und danach von 1849 bis 1866 als Schöff Mitglied im Senat der Freien Stadt Frankfurt. Er gehörte dem Gesetzgebenden Körper von 1829 bis 1830, 1832, 1837, von 1839 bis 1846, 1848 und von 1850 bis 1856 an. 1846 war er Jüngerer Bürgermeister. Reuß war Mitglied der Frankfurter Freimaurerloge Sokrates zur Standhaftigkeit.